# Harry Breuer
Harry Breuer (* 26. Mai 1903 in Düsseldorf; † 19. März 1977 in Dortmund) war ein deutscher Maler und Bühnenbildner.

## Leben
Harry Breuer erhielt eine Ausbildung als Bühnenbildner bei seinem Vater Carl Breuer, der ein Atelier für Kunst- und Theatermalerei zunächst in Düsseldorf, dann in Elberfeld führte. Anschließend studierte er an der Handwerker- und Kunstgewerbeschule Elberfeld und an der Kunstakademie Düsseldorf, wo er die Klasse für Bühnenbild von Georg Hacker besuchte. Ab 1919 war er Assistent an der Städtischen Oper Düsseldorf. Ab 1924 arbeitete er als Bühnenbildner in Elberfeld (Wuppertal), Düsseldorf und Berlin. 1933 erhielt er Arbeitsverbot. Bis 1939 arbeitete er für Privat-Theater und als Pressezeichner und hielt sich in Italien, Frankreich und Dänemark auf. Im Zweiten Weltkrieg war er dienstverpflichtet für das Stadttheater Wilhelmshaven tätig. 1947 trat er als Bühnenbildner in die Dienste der Städtischen Bühnen Dortmund, wo er bis 1968 wirkte. 1956 gehörte er dort zu den Gründern der Dortmunder Gruppe, die bedeutend war für den kulturellen Wiederaufbau in der Stadt. Als Vorsitzender dieser Künstlergruppe fungierte er von 1956 bis zu seinem Tod. Studienreisen führten ihn nach Frankreich, Italien, Griechenland, in den Vorderen Orient und nach Afrika. 
In seinen Bühnenbildentwürfen der 1920er Jahre orientierte sich Breuer an der Malerei des Konstruktivismus und der Neuen Sachlichkeit. Unter anderem gestaltete er Bühnenbilder für Wagner-, Brecht- und Reutter-Inszenierungen.